# 야시누바타

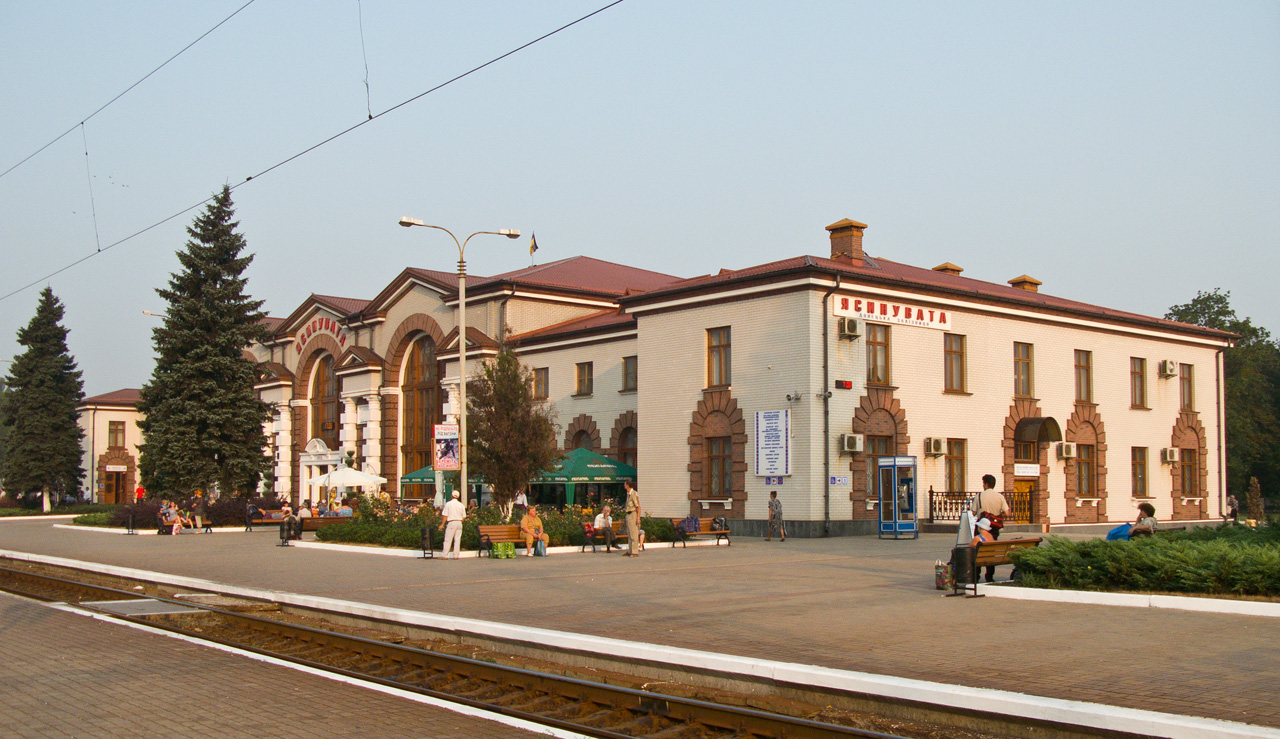
야시누바타

야시누바타(우크라이나어: Ясинувата, 러시아어: Ясиноватая 야시노바타야[*])는 우크라이나 도네츠크주의 도시로 면적은 19km2, 인구는 37,600명(2001년 기준)이다. 도네츠크에서 21km 정도 떨어진 곳에 위치한다.

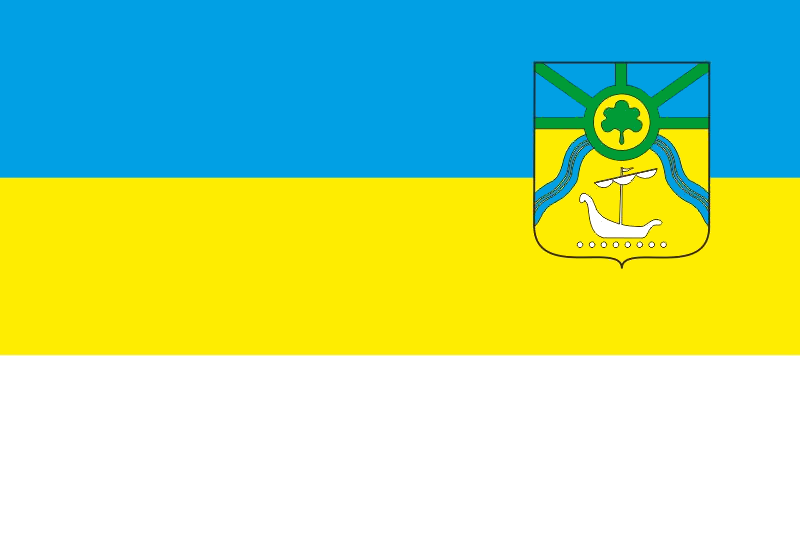
시기
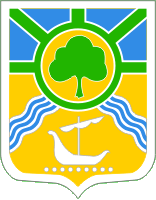
시 문장